# Nil-Saint-Vincent-Saint-Martin

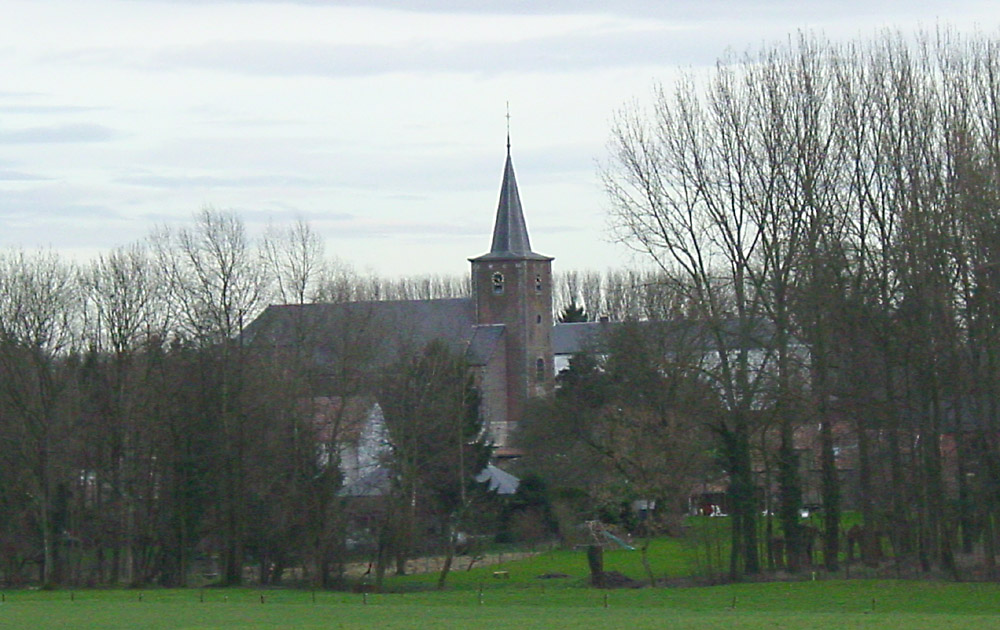
Igreja de São Vicente

Nil-Saint-Vincent-Saint-Martin é uma antiga municipalidade da província Brabante Valão, Bélgica.

## História
Em 1976 foi integrada à municipalidade de Walhain.
As antigas vilas Nil-Saint-Vincent e Nil-Saint-Martin se juntaram em 1812. 'Nil' é o nome de um pequeno rio, em cujo vale ficam outros assentamentos (Nil-Pierreux, Nil-Saint-Vincent, Nil-Saint-Martin).

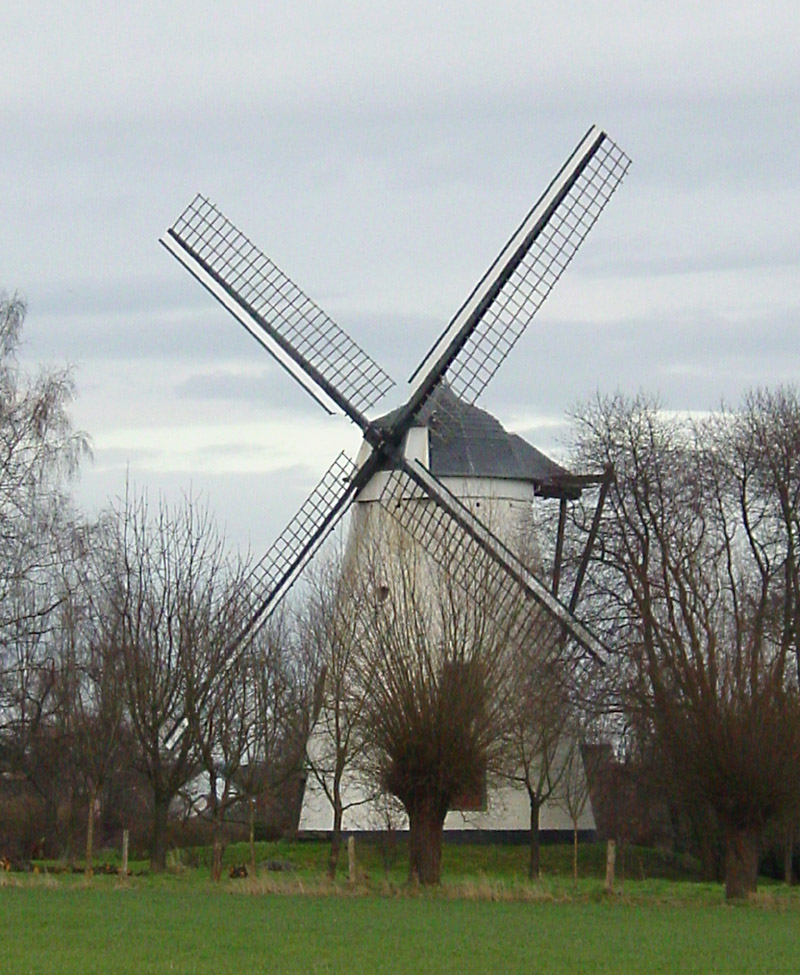
Moinho Tiège

## Pontos turísticos
Nil-Saint-Vincent-Saint-Martin apresenta muitas paisagens naturais e edificações notáveis.

### Moinho Tiège
O moinho Tiège foi construído em 1834 pela família Thienpont e foi usado até 23 de junho de 1946, sendo um "prédio listado" (monument classé).

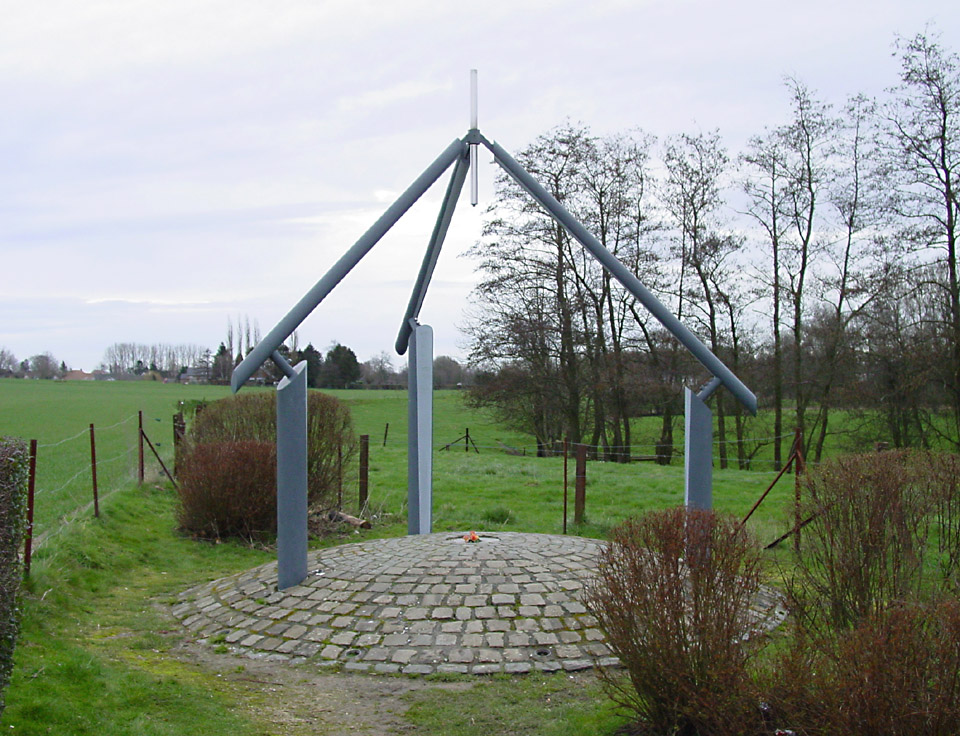
Monumento - Centro Geográfico da Bélgica

### Centro da Bélgica
O "Institut géographique national (Belgique)", com seu serviço cartográfico nacional, o Centro Geográfico da Bélgica foi calculado como sendo em Nil-Saint-Vincent.
O arquiteto Bernard Defrenne construiu nesse local um monumento, que foi inaugurado em 22 de Agosto de 1998; fica nas 50° 38′ 28″ N, 4° 40′ 05″ L.